# Tăuții-Măgherăuș
Tăuții-Măgherăuș [ˈtəutsi-məgerəuʃ] (ungarisch Miszmogyorós) ist eine Kleinstadt im Kreis Maramureș in Rumänien.

## Lage

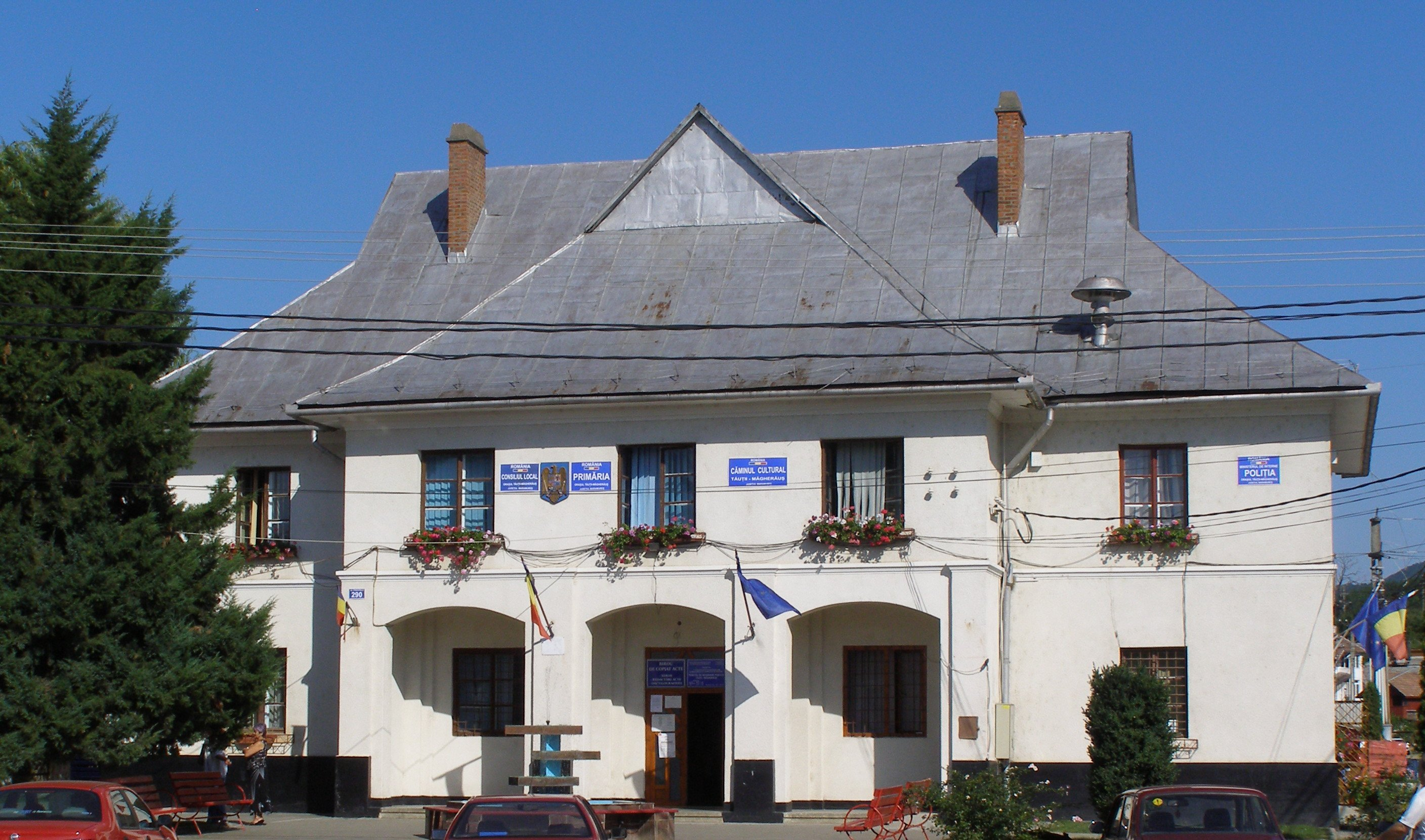
Rathaus in Tăuții-Măgherăuș

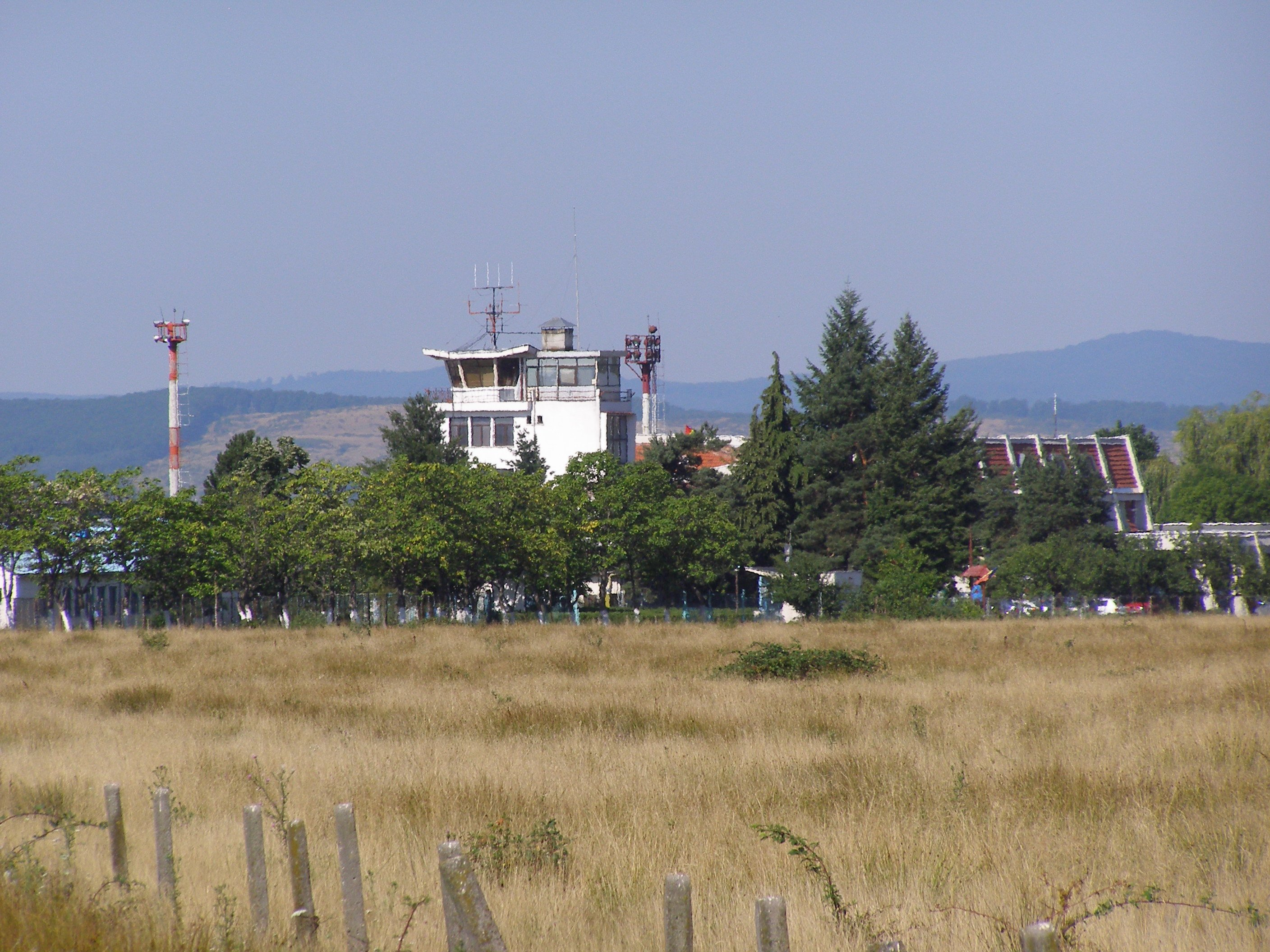
Flughafen Baia Mare bei Tăuții-Măgherăuș

Tăuții-Măgherăuș liegt in der Region Sathmar in der Nähe der Mündung des Flusses Lăpuș in den Someș (deutsch Somesch). Die Kreishauptstadt Baia Mare befindet sich etwa 8 km östlich.

## Geschichte
Die ältesten archäologischen Anhaltspunkte für menschliche Besiedlung des Gebietes stammen aus dem Paläolithikum.
Nach Auffassung des ungarischen Historikers Gyula Schönherr gehen indirekte Hinweise auf die Existenz des Ortes bis zum Beginn des 13. Jahrhunderts zurück. Im 15. Jahrhundert sollen demnach einige in Böhmen verfolgte Hussiten ihre Heimat verlassen und sich in Tăuții-Măgherăuș – das damals zum Königreich Ungarn gehörte – niedergelassen haben.
Die erste urkundliche Erwähnung der Ortschaft erfolgte 1440. Tăuții-Măgherăuș war lange vom Acker- und Weinbau geprägt.
Nach Ende des Ersten Weltkrieges kam der Ort an Rumänien. 1964 wurde südlich von Tăuții-Măgherăuș der Flughafen Baia Mare eröffnet. In der Umgebung wird Bergbau auf Gold betrieben. Weitere wichtige Wirtschaftszweige sind die Landwirtschaft und die Holzverarbeitung.
2004 wurde Tăuții-Măgherăuș zur Stadt erklärt.

## Bevölkerung
1880 lebten auf dem Gebiet der heutigen Stadt 3636 Menschen, davon nur 347 in Tăuții-Măgherăuș und 3289 in den heute eingemeindeten Orten. 2446 hiervon bezeichneten sich als Rumänen, 1144 als Ungarn und 29 als Deutsche. 1966 wurde mit 7968 die maximale Bevölkerungszahl festgestellt. Bei der Volkszählung 2002 wurden 6713 Einwohner registriert, davon 2232 in Tăuții-Măgherăuș und 4481 in den eingemeindeten Dörfern. 5660 waren Rumänen, 969 Ungarn, 70 Roma und 10 Deutsche.

## Verkehr
Tăuții-Măgherăuș selbst liegt am Drum național 1C und hat keinen Eisenbahnanschluss. Der eingemeindete Ort Bușag verfügt über eine Haltestelle an der Bahnstrecke Satu Mare–Baia Mare. Es bestehen regelmäßige Busverbindungen nach Baia Mare.

## Sehenswürdigkeiten
- orthodoxe Kirche (16.–19. Jahrhundert)
- reformierte Kirche (14.–15. Jahrhundert)
- Holzhaus (1913–1925) des Dichters Ion Șugariu im Ortsteil Băița